# Alepas pacifica
Alepas pacifica är en kräftdjursart som beskrevs av Henry Augustus Pilsbry 1907. Alepas pacifica ingår i släktet Alepas och familjen Lepadidae. Inga underarter finns listade i Catalogue of Life.